# Eddie Cheever
Eddie McKay Cheever junior (* 10. Januar 1958 in Phoenix, Arizona) ist ein US-amerikanischer Automobilrennfahrer.

## Karriere
Eddie Cheever fuhr fast 30 Jahre lang in der Formel 1, der Champ-Car-Rennserie und in der Indy Racing League (IRL). Zuletzt war er Inhaber eines IRL-Teams, das jedoch in der Saison 2006 nach dem Ausstieg des Hauptsponsors Red Bull aus finanziellen Gründen aufgeben musste. Eddie Cheever nahm von 1978 bis 1989 an 132 Formel-1-Läufen teil. Seine größten Erfolge feierte er aber in der Indy Racing League, deren berühmtestes Rennen, die Indianapolis 500, er 1998 gewinnen konnte. Im Jahr 2006 gewann er das Grand Prix Masters in Silverstone.

### Anfänge
Seine Kindheit verbrachte Cheever in Rom, wo er im Alter von acht Jahren beim Besuch eines Sportwagenrennens in Monza erstmals mit dem Motorsport in Berührung kam. Bald darauf begann er mit dem Kart-Fahren und gewann im Alter von 15 Jahren sowohl die italienische als auch die europäische Kart-Meisterschaft. Im Anschluss daran startete seine Formel-Rennsportkarriere, die über die Formel 3 und die Formel 2 im Team von Ron Dennis verlief.

### Formel 1

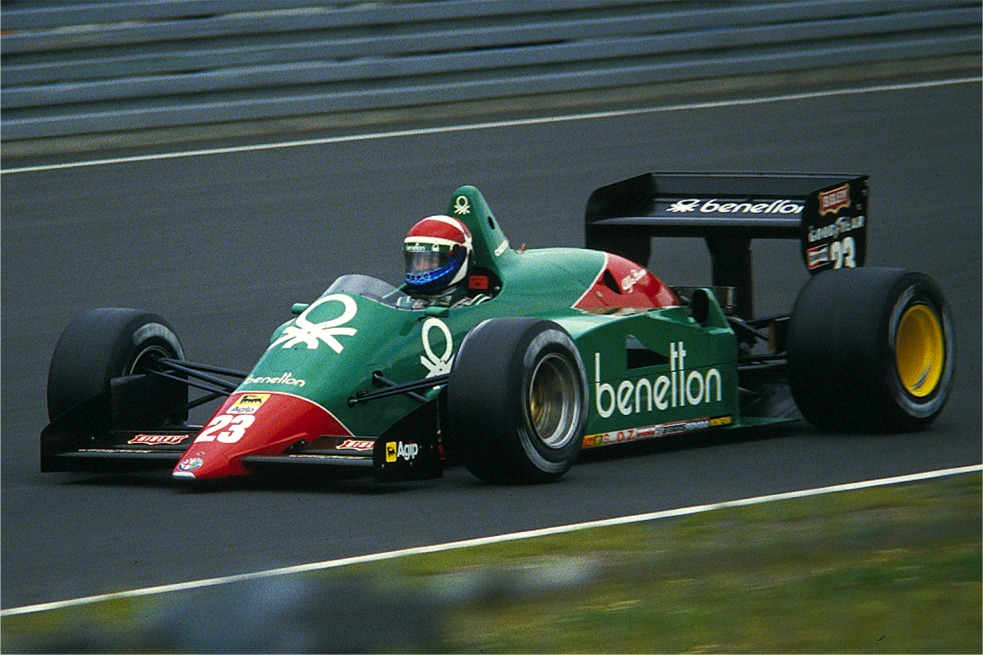
Eddie Cheever im Alfa Romeo 184T (1985)

Eddie Cheever debütierte 1978 im Alter von 20 Jahren in der Formel 1 mit dem Team Theodore Racing, das in dieser Saison erstmals einen eigenen, selbst entwickelten und aufgebauten Wagen einsetzte, der sich als ausgesprochen problematisch erwies. Cheever trat in den ersten beiden Rennen des Jahres, den Großen Preisen von Argentinien und Brasilien für Theodore an, konnte sich aber in beiden Fällen nicht qualifizieren. Danach wurde er durch Keke Rosberg ersetzt, der mit dem nach und nach verbesserten Wagen an einzelnen Rennen teilnehmen konnte. Cheever hingegen wechselte für ein einzelnes Rennen zum Team Hesketh Racing, wo er Divina Galica ersetzte. In Kyalami konnte sich Cheever als Vorletzter (vor Arturo Merzario) qualifizieren, schied aber mit Motorproblemen nach acht Runden aus. Dieser Einsatz war zunächst Cheevers letzter in der Formel 1; bei den weiteren Rennen trat Hesketh statt seiner mit Derek Daly an.
In den folgenden Jahren wechselte Eddie Cheever mehrfach die Teams. So fuhr er 1980 für Osella und 1981 für Tyrrell. Der erste Erfolg stellte sich 1982 ein, als er den zweiten Platz beim Großen Preis der USA (Ost) in Detroit mit Ligier belegte. 1983 saß Eddie Cheever das erste und einzige Mal in einem siegfähigen Formel-1-Wagen. Zusammen mit Alain Prost sollte er für Renault um die Fahrer- und Konstrukteursmeisterschaft fahren. Zwar erreichte Cheever in diesem Jahr vier Podiumsplätze und 22 Weltmeisterschaftspunkte, verfehlte jedoch die hochgesteckten Ziele. Am Ende der Saison trennte sich das Team von Eddie Cheever.
1984 und 1985 fuhr Cheever an der Seite von Riccardo Patrese für das Alfa-Romeo-Team, hatte jedoch nur geringe Erfolge. Nachdem 1985 beide Fahrer keine Weltmeisterschaftspunkte erzielten, beendete Alfa Romeo sein Engagement als eigenes Team und war fortan nur noch als Motorenlieferant für andere Teams tätig.
Cheever fand zunächst für 1986 kein Cockpit in der Formel 1, kam jedoch beim Großen Preis der USA in Detroit zu einem einmaligen Einsatz für  das Lola-Team, wo er den verletzten Patrick Tambay ersetzte. Nach einem starken 6. Startplatz schied er im Rennen jedoch aus.
Für die Saison 1987 unterschrieb Cheever bei Arrows, das auf ehemalige BMW-Motoren setzte, die unter dem Namen Megatron eingesetzt wurden. Sein Teamkollege war Derek Warwick, das Team blieb in dieser Zusammensetzung bis Ende 1989 bestehen. In der Saison 1987 war Cheever seinem Teamkollegen in Sachen Rennergebnisse noch überlegen, ab 1988 übernahm Warwick die Rolle des Teamleaders. Dennoch gelang Cheever sowohl 1988 als auch 1989 jeweils ein 3. Platz, in der Endabrechnung erreichte er aber jeweils nur 6 Punkte, während Warwick deutlich erfolgreicher war.
Cheever beendete seine Formel-1-Karriere zum Ende der Saison 1989.

### Sportwagen
Von 1986 bis 1988 fuhr Eddie Cheever parallel zur Formel 1 mehrere Sportwagenrennen für Jaguar und gewann zehn Rennen.

### Indianapolis 500
1990 wechselte Eddie Cheever in den US-Motorsport. In der IndyCar World Series, der späteren Champ-Car-World-Series und der Indy Racing League wurde er mit dem achten Platz beim Indianapolis 500 als Rookie of the Year gefeiert.
Seinen größten Erfolg hatte er 1998 in Indianapolis als Fahrer und Teamchef in Personalunion in der kurz zuvor gegründeten Indy Racing League. Von der 17. Position gestartet führte er 76 der 200 Runden und gewann das prestigeträchtige Rennen.
Seit 2009 moderiert er mit Marty Reid bzw. Allen Bestwick und Scott Goodyear das Indy 500 auf ESPN on ABC.

## Persönliches
Cheevers Sohn Eddie Cheever III ist ebenfalls Automobilrennfahrer.

## Statistik

### Le-Mans-Ergebnisse
| Jahr | Team            | Fahrzeug               | Teamkollege      | Teamkollege          | Platzierung | Ausfallgrund |
| ---- | --------------- | ---------------------- | ---------------- | -------------------- | ----------- | ------------ |
| 1981 | Martini Racing  | Lancia Beta Montecarlo | Michele Alboreto | Carlo Facetti        | Rang 8      |              |
| 1986 | Silk Cut Jaguar | Jaguar XJR-6           | Derek Warwick    | Jean-Louis Schlesser | Ausfall     | Aufhängung   |
| 1987 | Silk Cut Jaguar | Jaguar XJR-8LM         | Raul Boesel      | Jan Lammers          | Rang 5      |              |

### Einzelergebnisse in der Sportwagen-Weltmeisterschaft
| Saison | Team                | Rennwagen              | 1   | 2   | 3   | 4   | 5   | 6   | 7   | 8   | 9   | 10  | 11  | 12  | 13  | 14  | 15  | 16  | 17  |
| ------ | ------------------- | ---------------------- | --- | --- | --- | --- | --- | --- | --- | --- | --- | --- | --- | --- | --- | --- | --- | --- | --- |
| 1977   | BMW Faltz Assen BMW | BMW 320                | DAY | MUG | DIJ | MON | SIL | NÜR | VAL | PER | WAT | EST | LEC | MOS | IMO | SAL | BRH | HOK | VAL |
| 1977   | BMW Faltz Assen BMW | BMW 320                |     |     |     |     |     |     |     |     |     |     |     | 2   |     |     |     | 3   |     |
| 1978   | BMW Italia          | BMW 320                | DAY | SEB | MUG | TAL | DIJ | SIL | NÜR | LEM | MIS | DAY | WAT | VAL | ROD |     |     |     |     |
| 1978   | BMW Italia          | BMW 320                |     |     | DNF |     | 3   |     |     |     |     |     |     | DNF |     |     |     |     |     |
| 1979   | Lancia              | Lancia Beta Montecarlo | DAY | SEB | MUG | TAL | DIJ | RIV | SIL | NÜR | LEM | PER | DAY | WAT | SPA | BRH | ROA | VAL | ELS |
| 1979   | Lancia              | Lancia Beta Montecarlo |     |     |     |     |     |     |     |     |     |     |     |     | DNF |     |     |     |     |
| 1980   | Lancia              | Lancia Beta Montecarlo | DAY | BRH | SEB | MUG | MON | RIV | SIL | NÜR | LEM | DAY | WAT | SPA | MOS | ROA | VAL | DIJ |     |
| 1980   | Lancia              | Lancia Beta Montecarlo |     | 2   |     | 1   | 5   |     | DNF | 6   |     |     | 2   |     |     |     | 3   |     |     |
| 1981   | Lancia              | Lancia Beta Montecarlo | DAY | SEB | MUG | MON | RIV | SIL | NÜR | LEM | PER | DAY | WAT | SPA | MOS | ROA | BRH |     |     |
| 1981   | Lancia              | Lancia Beta Montecarlo |     |     |     | DNF |     | DNF | 11  | 8   |     |     |     |     |     |     |     |     |     |
| 1986   | Jaguar              | Jaguar XJR-6           | MON | SIL | LEM | NÜN | BRH | JER | NÜR | SPA | FUJ |     |     |     |     |     |     |     |     |
| 1986   | Jaguar              | Jaguar XJR-6           | DNF | 1   | DNF | 2   | 6   | DNF | DNF | 5   | 3   |     |     |     |     |     |     |     |     |
| 1987   | Jaguar              | Jaguar XJR-8           | JAR | JER | MON | SIL | LEM | NÜN | BRH | NÜR | SPA | FUJ |     |     |     |     |     |     |     |
| 1987   | Jaguar              | Jaguar XJR-8           | 3   | 1   |     | 1   | 5   | 4   |     | 1   | 4   |     |     |     |     |     |     |     |     |
| 1988   | Jaguar              | Jaguar XJR-9           | JER | JAR | MON | SIL | LEM | BRÜ | BRH | NÜR | SPA | FUJ | SAN |     |     |     |     |     |     |
| 1988   | Jaguar              | Jaguar XJR-9           | DNF | 1   | 1   | 1   |     |     |     | 2   | DNF | 1   | 3   |     |     |     |     |     |     |